# Bryan Fury (dj)
Bryan Fury is een uit Groot-Brittannië afkomstige producer en dj die onder meer UK hardcore en hardcore house maakt. Fury is de eigenaar van labels als Pacemaker Recordings, Provoke, White Donkey en Hong Kong Violence en de man achter NG-NG. Als producer heeft hij ook op het legendarische Deathchant-label muziek uitgebracht (thuisbasis van Hellfish).